# Florange
Florange – miejscowość i gmina we Francji, w regionie Grand Est, w departamencie Mozela.
Według danych na rok 1990 gminę zamieszkiwały 11 304 osoby, a gęstość zaludnienia wynosiła 858 osób/km² (wśród 2335 gmin Lotaryngii Florange plasuje się na 27. miejscu pod względem liczby ludności, natomiast pod względem powierzchni na miejscu 413.).